# Насіннєїд конюшиновий
Насіннєїд конюшиновий (Apion apricans) — вид жуків родини Насіннєїди (Apionidae).

## Поширення
Насіннєїд конюшиновий поширений у Палеарктиці. Зустрічаються на полях де росте конюшина.

## Опис
Це жук з грушоподібним тілом і довгою головотрубкою. Тіло чорного забарвлення, завдовжки 2,2-3,1 мм. Личинка безнога, зігнута, зморшкувата, біла, з темно-бурою головою, завдовжки 2 мм.

## Спосіб життя
Зимують дорослі жуки. Самиці відкладають яйця по одному спочатку в бруньки, а потім всередину бутонів. Плодючість однієї самки в середньому 35 яєць, причому основна маса яєць відкладається в червні в головки конюшини, через 7-12 днів з яєць виходять личинки, які розвиваються 3-4 тижні. Личинки виїдають вміст бруньок, а потім зав'язі бутонів і квіток. Одна личинка пошкоджує 5-11 бутонів і квіток у головці. На заляльковування личинка залазить у квітколоже, в якому вигризає внутрішню камеру, пошкоджуючи при цьому основи ще 5-10 квіток. Розвиток лялечки 5-10 днів.
Живляться листками, листковими та квітконосними бруньками, вигризаючи в них невеликі отвори та заглибини. Молоді жуки в літній період можуть живитись листками не тільки конюшини, а частина розлітається в радіусі 2-3 км по узліссях, чагарниках, забираються в поверхневий шар ґрунту та під опале листя й зимують. Жуки живуть 2-3 роки. В результаті пошкодження генеративних органів урожай насіння конюшини знижується в середньому на 10-15%.
Важливий внесок у боротьбу із конюшинними насіннєїдами зробив український ентомолог М.А. Теленга.